# П'єр Кресуа
П'єр Кресуа (фр. Pierre Cressoy) — французький актор.
П'єр Кресуа народився 25 березня 1924 року. Зіграв принаймні 30 ролей. Помер 31 жовтня 1980 року на 57-році життя.

## Життєпис
Після закінчення школи Кресуа на прохання батька почав учитися на лікаря, але через рік пішов — задля того, щоб стати актором. Після власного дебюту в 1944 році в «Андромаці» Жана Расіна 20-літній хлопець провів чотири роки на сцені, поки не отримав свою першу роль на екрані в «La dernière chávauchée» під керівництвом Леона Мато.
П'єр Кресуа знявся в головних ролях у мелодрамах і біографіях; успішно. Були також випадкові зобов'язання для постановок у Голлівуді. У 1960-х роках він перейшов на роль батька та (часто кримінальних) патріархів, як у багатьох спагетті-вестернах, де у деталях персоналу він також значився під американізованою формою свого імені Пітер Кросс.
У приватному житті він тривалий час мав стосунки зі своєю колегою-акторкою Елен Ремі; після розриву стосунків одружився з Франсуазою Мафранк; шлюб тривав до його смерті.
У віці 56 років Кресуа помер від раку.

## Фільмографія
1. «Мадемуазель де ля Ферте» (1949);
2. «На великому балконі» (1949);
3. «Дуель в Дакарі» (1951);
4. «Мила Кароліна» (1951);
5. «Принц Банко» (1951);
6. «Велика ведмедиця» (1953);
7. «Війна світів» (1953);
8. «Джузепе Верді» (1953);
9. «Невірні» (1953);
10. «Нічні компаньони» (1953);
11. «Фріне — східна куртизанка» (1953);
12. «Останні п'ять хвилин» (1955);
13. «Норовлива дівчина» (1955);
14. «Ель-Аламейн» (1958);
15. «Чудова атмосфера» (1958);
16. «Катерина Сфорца, римська левиця» (1959);
17. «Давид і Голіаф» (1960);
18. «Марко Поло» (1961);
19. «Монголи» (1961);
20. «Лев Єгипту» (1964);
21. «Пірати Малайзії» (1964);
22. «Подвиги Геракла: Тріумф героя» (1964);
23. «Тріумфатор» (1964);
24. «Прострелений долар» (1965);
25. «Прощавай, Грінго» (1965);
26. «Навахо Джо» (1966);
27. «Заради пари доларів» (1966);
28. «Сім револьверів для Макгрегорів» (1967);
29. «Ерос і Танатос» (1969);
30. «Планета Венера» (1972).

## Відзнаки
У 1954 році діяч отримав нагороду за «найкращу чоловічу роль» за роль Джузеппе Верді.

## Цікавинки
В аніме «Нуар» один із головних героїв носить ім'я П'єра Кресуа.